# 야스민 쿠르티치
야스민 쿠르티치(슬로베니아어: Jasmin Kurtić, 1989년 1월 10일 ~ )는 FC 쥐트티롤과 슬로베니아 축구 국가대표팀에서 미드필더로 뛰는 슬로베니아의 축구 선수이다.

## 클럽 경력
오른발잡이 미드필더인, 쿠르티치는 2010년 7월에 2. SNL 벨라 크라이나에서 1. SNL 고리차로 입단했다.
고리차에서 6달이 지나고, 그는 세리에 A 팔레르모의 스카우터에게 포착이 되어, 2010년 12월 18일에 쿠르티치가 시칠리아 클럽과 4년 5개월 계약을 맺었음이 발표되었으며, 계약 기간은 2011년 1월부터이며, 2010-11 시즌은 로사네로에서 보낸다.
2011년 1월 12일, 쿠르티치는 키에보와의 코파 이탈리아 16강전에서 팔레르모 유니폼을 입고 65분간 데뷔전을 뛰었으며, 경기는 1-0 승리를 거뒀다. 2011 2월 13일, 쿠르티치는 피오렌티나를 상대로 세리에 A 데뷔전을 풀타임으로 뛰었으며, 경기는 2-4로 패배했다. 2011년 4월 10일, 쿠르티치는 체세나를 상대로 이적 후 첫 골을 넣었다.
2011년 8월 1일, 그는 시즌 종료 후 그의 소유권의 50%를 획득하는 옵션이 달린 조건으로, 세리에 B에 있는 바레세으로 임대를 떠났다. 그는 8월 27일에 바리를 상대로 세리에 B 데뷔전을 치렀다.

### 토리노
2014년 1월 31일, 쿠르티치는 토리노로 임대를 떠났다.

## 국가대표팀 경력
쿠르티치는 2012년 5월 26일에 그리스를 상대로 슬로베니아 축구 국가대표팀 데뷔전을 치렀으며, 프리킥으로 골을 성공시켰다.